# 좋은 하루
좋은 하루 서인입니다는 폐지된 MBC 표준FM의 라디오 프로그램이다. 진행을 맡은 후로는 심야 음악 프로그램으로 방송되었다. 매일 새벽 4시부터 새벽 4시 55분까지 문화방송 표준FM에서 방송되었다. 현재는 조PD의 새벽다방이 대신하고 있다. 2010년 5월 2일 자로 2년만에 폐지되었다.

## 주요 코너
토 : 친구 아이가! (With 개그맨 황제성)
- <좋은 하루>가 마련한 대한민국 친구들과 친해지기 위한 프로젝트! <친구 아이가~!> 시간입니다.

“친구 따라 강남간다”-친구 따라 갔다가 쫄딱 망한 내 억울한 사연!!
“친구는 옛 친구가 좋고 옷은 새 옷이 좋다!!”-역시나 오래 사귄 내 친구는 킹.왕.짱!!
“친구의 찌푸린 얼굴을 보느니 바보의 웃는 얼굴을 보는 것이 낫다”-아무리 친한 친구더라도 나에게 온갖 진상치는 그 친구 사연!!
여러분들의 친구 이야기와 함께 합니다. 많은 이야기 보내주세요~
일 : “이. 죽. 사” 이 죽일 놈의 사랑 (With 양승은 아나운서)
- 남... 그녀는 대체 어느 별에서 왔을까요? 여... 그는 대체 어느 별에서 왔을까요? 남자, 여자 잘 몰라요. 여자, 남자 잘 몰라요.. 그런데, 신기하게도 둘이.. 사랑에 빠지죠. 사랑이라는 이름으로, 남자와 여자가 만났어요. 그들은 과연 어떻게 됐을까요? 여러분들이 겪고, 보고, 듣고 있는.. 세상에 존재하는 수많은 사랑 이야기, <좋은 하루>와 함께 나눠 봐요. 사연... 많이 남겨 주실거죠?

(2008년 10월 14일 ~ 2010년 5월 2일 방송종료)